# Atoportuninae
De Atoportuninae zijn een onderfamilie krabben (Brachyura) uit de familie Portunidae.

## Geslachten
De Atoportuninae omvatten de volgende geslachten:
- Atoportunus Ng & Takeda, 2003
- Euronectes  †  Karasawa, Schweitzer & Feldmann, 2008
- Laleonectes Manning & Chace, 1990